# Roisel

Roisel este o comună în departamentul Somme, Franța. În 1 ianuarie 2022 avea o populație de 1.609 de locuitori.